# Società Sportiva Cosmos
La Società Sportiva Cosmos és un club de futbol sanmarinès de la ciutat de Serravalle.

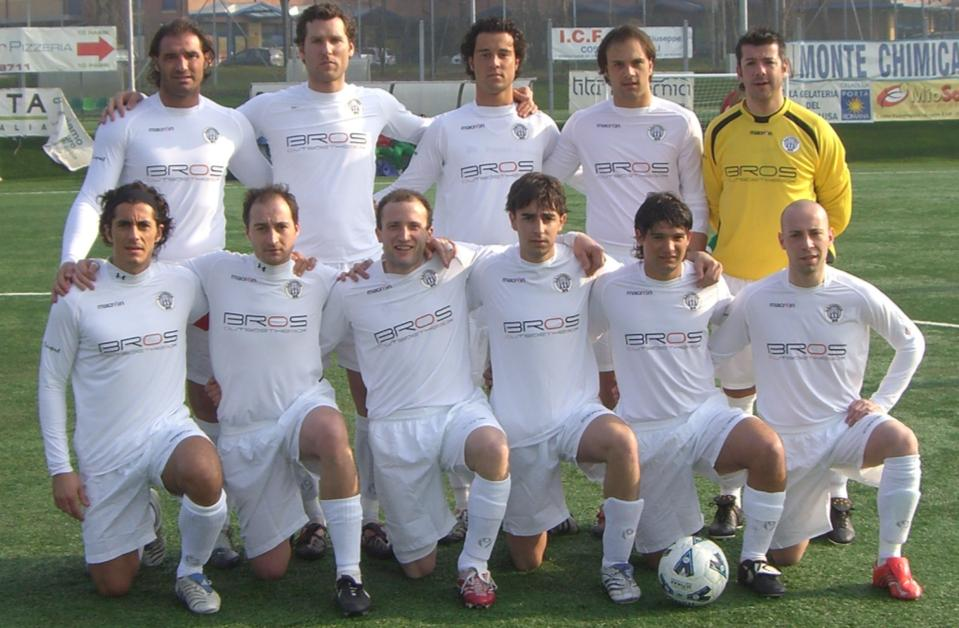
Società Sportiva Cosmos el 2007-08.

## Palmarès
- Lliga de San Marino de futbol:[4]

2001
- Coppa Titano de San Marino:[5]

1980, 1981, 1995, 1999
- Trofeo Federale/Supercopa:[6]

1995, 1998, 1999

## Resultats a competicions europees
| Competició      | Partits | Guanyats | Empatats | Perduts | GF | GC |
| --------------- | ------- | -------- | -------- | ------- | -- | -- |
| Copa de la UEFA | 2       | -        | -        | 2       | -  | 3  |